# Dragogna
Il Dragogna (in sloveno e croato Dragonja) è un fiume istriano che nasce tra i monti della Savrinia e sfocia nel Vallone di Pirano, scorrendo attraverso le saline di Sicciole, sorte proprio tra i canali ed i piani argillosi della sua ampia foce a delta.

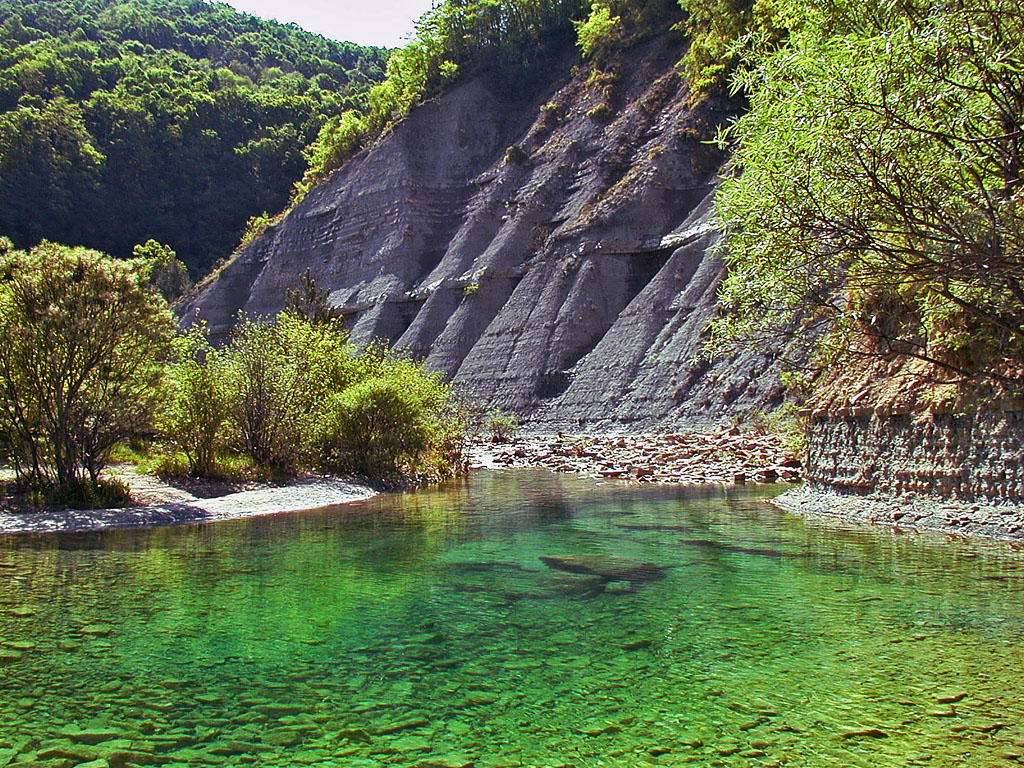
Dragogna - Dragonja

Con i suoi 28 km di lunghezza è uno dei più grandi della penisola; presenta un carattere torrentizio ed è formato dall'unione di vari ruscelli e due rami principali: il Dragogna Grande a sud ed il Dragogna Piccolo a nord (più conosciuto come Pignovazzo o torrente dei Pini), che confluiscono ai piedi del colle di Laura (Labor). I principali tributari del Dragogna sono, da sinistra, il torrente Argilla e più a valle, da destra, il torrente Derniga. Nel pianoro alluvionale creatosi alla foce, il Dragogna si divide in tre bracci principali per raggiungere il mare: quello mediano mantiene il nome proprio mentre i canali settentrionale e meridionale, che delimitano l'area delle saline, si chiamano rispettivamente Lera e Sant'Odorico.
Era già conosciuto nell'antichità col nome di Argaonte o Argaone. Il corso medio-basso coincide, almeno negli ultimi secoli, con il confine etnico tra i due popoli slavi in Istria. Con lo scioglimento e la spartizione del Territorio Libero di Trieste nel 1954, l'intero bacino del Dragogna passò sotto la giurisdizione della Repubblica Socialista Federale di Jugoslavia e l'alveo fluviale fu stabilito come primo tratto del confine amministrativo interno tra la Repubblica Socialista di Slovenia e la Repubblica Socialista di Croazia. Dal 1991 a seguito del dissolvimento della Jugoslavia, il suo corso segna un tratto dell'attuale confine politico internazionale tra Slovenia e Croazia.
Proprio il tracciato di questo tratto di confine e la sua prosecuzione come confine marittimo nella baia di Pirano e verso il mare aperto, ha costituito, dall'indipendenza fino ad oggi, un motivo di controversia diplomatica tra le due giovani repubbliche, con rivendicazioni e denunce reciproche. Non essendo riusciti a raggiungere alcun accordo bilaterale per dirimere definitivamente la questione, i governi croato e sloveno, col consenso dei rispettivi parlamenti, hanno infine concordato nel 2010 di rimettersi alle decisioni di un arbitrato internazionale, richiedendo la costituzione di un'apposita corte.